# 테베 (이집트)

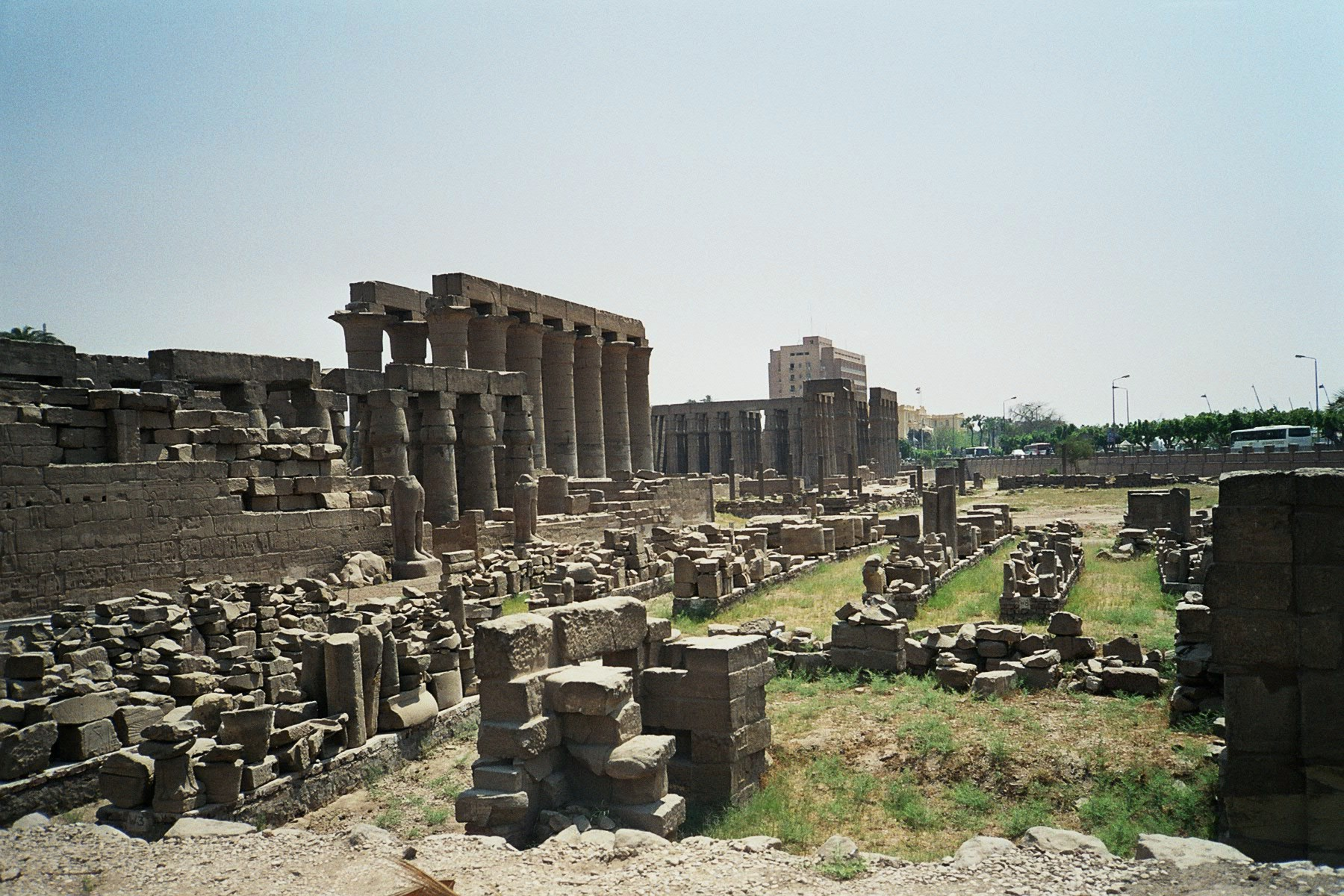

테베(라틴어: Thebae, 고대 이집트어: Wêset 베셋, 고대 그리스어: Θηβαι 테바이[*])는 고대 이집트의 나일강 상류에 자리잡은 도시이다. 테베가 당시 고대 이집트의 정치 문화의 중심지였다는 사실은 오늘날 도시와 인근 지역의 찬란한 유적에서 잘 드러나고 있다.

## 같이 보기
- 테베 (그리스)